# Kanton Saint-Louis-3
Saint-Louis-3 is een voormalig kanton van het Franse overzees departement Réunion. Het kanton maakte deel uit van het arrondissement Saint-Pierre. Het werd opgeheven bij decreet van 24 februari 2014 met uitwerking op 22 maart 2015.

## Gemeenten
Het kanton Saint-Louis-3 omvatte de volgende gemeenten:
- Cilaos
- Saint-Louis (deels, hoofdplaats)